# Yang Ji-won
Yang Ji-won (hangul: 양지원 (); Seúl, 5 de abril de 1988), también conocida simplemente como Jiwon, es una cantante y actriz surcoreana, conocida por ser exmiembro del grupo femenino surcoreano Spica. Hizo su debut en solitario en 2020 con el sencillo Towards the Sun.
Inicialmente prevista para debutar como miembro de Five Girls y de T-ara, Yang hizo su debut musical como miembro de Spica en 2012. También debutó como actriz en 2008 protagonizando la película coreana Death Bell.

## Biografía, primeros años y educación
Yang nació el 5 de abril de 1988 en Seúl, Corea del Sur, pero creció en Jeonju. Se graduó de la Escuela Secundaria para Niñas Poongmoon, y posteriormente del Departamento de Teatro y Cine de la Universidad Dongguk.

## Carrera

### 2007-2011: Actividades predebut y debut como actriz
Originalmente, Yang iba a debutar como parte del grupo de cinco miembros Five Girls de Good Entertainment junto a Yubin, Uee, Jun Hyo-seong y G.NA. Sin embargo, debido a problemas financieros de la empresa, el grupo nunca llegó a debutar.
En 2008, debutó como actriz en la película coreana Death Bell.
Más tarde, se formó en Mnet Media, e iba a formar parte de T-ara con Jiae, Eunjung, Hyomin y Jiyeon. Las últimas tres finalmente debutaron con el grupo, mientras que Yang y Jiae se fueron de Mnet Media en junio de 2009, previamente al debut del grupo, debido a diferencias en el estilo musical entre ellas y la compañía discográfica.

### 2012-2018: Debut, estancia y salida de Spica
El 10 de enero de 2012, Spica lanzó su primer sencillo digital, «Doggedly». En febrero, Yang debutó formalmente como miembro de Spica con el lanzamiento del EP Russian Roulette.
En septiembre de 2014, Yang debutó como parte de la subunidad Spica. S (Spica Special).
El 11 de agosto de 2015, participó en el programa musical infantil The Fairies in My Arms, junto con Mir de MBLAQ y SinB de GFriend.
El 6 de febrero de 2017, CJ E&M anunció la disolución de Spica.

### 2020-presente: Debut en solitario
El 8 de mayo de 2020, Yang hizo su debut en solitario bajo CL& Company, con su primer sencillo Towards the Sun. Apareció en la serie de televisión Unpredictable Family como Jeong Hye-yoon, la madre biológica de Shin Ga-ram. Su contrato con CL& Company finalizó en marzo de 2024.

## Vida personal
En el episodio del 31 de julio de 2018 de Video Star, Yang reveló que tenía un novio que no era una celebridad.

## Discografía

### Apariciones en bandas sonoras
| Título                                    | Año  | Posiciones máximas en el gráfico | Álbum                   |
| Título                                    | Año  | COR                              | Álbum                   |
| ----------------------------------------- | ---- | -------------------------------- | ----------------------- |
| "Might Gonna" con Jo Jung-suk, Kim Ji-won | 2012 | —                                | What's Up OST           |
| "If It Were Me"                           | 2014 | —                                | God's Gift: 14 Days OST |

## Filmografía

### Películas
| Año  | Título     | Papel         | Notas |
| ---- | ---------- | ------------- | ----- |
| 2008 | Death Bell | Min Hye-young |       |

### Series de televisión
| Año       | Título                       | Papel          | Notas     |
| --------- | ---------------------------- | -------------- | --------- |
| 2011-2012 | What's Up                    | Yang Ji-eun    | Principal |
| 2015      | Divorce Lawyer in Love       | Yoo Hye-rin    |           |
| 2015      | Larva and Friends in My Arms | Yo Reu-jeong   |           |
| 2017      | Go Back                      | Cameo          |           |
| 2022      | Game of Witches              | Jin Sun-mi     |           |
| 2024      | Unpredictable Family         | Jeong Hye-yoon |           |

### Programas de televisión
| Año  | Título              | Role                                                   | Notas        |
| ---- | ------------------- | ------------------------------------------------------ | ------------ |
| 2018 | King of Mask Singer | Concursante; "El primer amor de Gatsby, La gran Daisy" | Episodio 147 |
| 2020 | Sea of Orders       |                                                        |              |

### Apariciones en vídeos musicales
| Año  | Título de la canción | Artista                  | Ref.   |
| ---- | -------------------- | ------------------------ | ------ |
| 2011 | "Yesterday"          | Kim Kyu-jong             | [ 19 ] |
| 2011 | "I'll Be There"      | Boyfriend                | [ 20 ] |
| 2011 | "Bad Guy"            | No Gi-tae (con H-Eugene) | [ 21 ] |
| 2013 | "Shower of Tears"    | Baechigi (con Ailee)     | [ 22 ] |